# Käerjeng
Käerjeng (fr. Charage, niem. Kerschen) − miejscowość i gmina w południowo-zachodnim Luksemburgu, w kantonie Capellen. Do 3 października 2015 gmina leżała w dystrykcie Luksemburg. Siedziba administracyjna gminy znajduje się w miejscowości Bascharage (Nidderkäerjeng / Niederkerschen). Leży na granicy z Belgią. 
Powstała 1 stycznia 2012 z połączenia dawnych gmin Bascharage (Nidderkäerjeng / Niederkerschen) i Clemency (Kënzeg / Küntzig) oraz miejscowości wchodzących w ich skład. Ustawa o jej utworzeniu została uchwalona 24 maja 2011.

## Podział administracyjny
Do gminy należy jedenaście miejscowości, w tym pięć (Uertschaft) oraz sześć lieu-dit:
1. Bascharage (Nidderkäerjeng / Niederkerschen)
2. Biff, lieu-dit
3. Bomicht (Bomecht), lieu-dit
4. Bommelscheier (Bommelscheuer), lieu-dit
5. Clemency (Kënzeg / Küntzig)
6. Fingig (Féngeg)
7. Hautcharage ( Uewerkäerjeng / Oberkerschen)
8. Linger (Lénger)
9. Neudrisch (Neidréisch), lieu-dit
10. Nuechtbann (Nachtbann), lieu-dit
11. Schack (Am Schack), lieu-dit